# Dmitrij Jur'evič Kondrat'ev
Dmitrij Jur'evič Kondrat'ev (in russo Дми́трий Ю́рьевич Кондра́тьев?; Irkutsk, 25 maggio 1969) è un cosmonauta russo.
È un pilota militare con esperienza di volo su MiG-21, MiG-29 e Su-27.
Kondrat'ev è stato selezionato come cosmonauta del Gruppo TsPK 12 del Centro di addestramento cosmonauti Jurij Gagarin (GCTC) nel 1997. È stato impegnato sulla Stazione spaziale internazionale nelle missioni a lunga durata Expedition 26 e 27 di cui è stato anche il comandante insieme all'astronauta italiano Paolo Nespoli.